# Province du Centre (Sri Lanka)
Pour les articles homonymes, voir Province du Centre.
La province du Centre (en cingalais : මධ්‍යම පළාත (Madhyama Palata) ; en tamoul : மத்திய மாகாணம் (Malaiyakam Maakaanam)) est l'une des neuf provinces du Sri Lanka. La capitale de la 
province est Kandy. C'est la 6e province la plus grande du pays et est habité par 2,5 millions d'habitants en 2012.
Cette province montagneuse est connue pour sa production de thé, instaurée par les britanniques dans les années 1860 après qu'une maladie a détruit toute la plantation de café de la région. C'est aussi l'une des régions les plus touristiques du pays, avec des villes telles que Kandy, Sigiriya ou Nuwara Eliya, et des temples tels que le Temple d'Or de Dambulla, le Temple de la Dent.

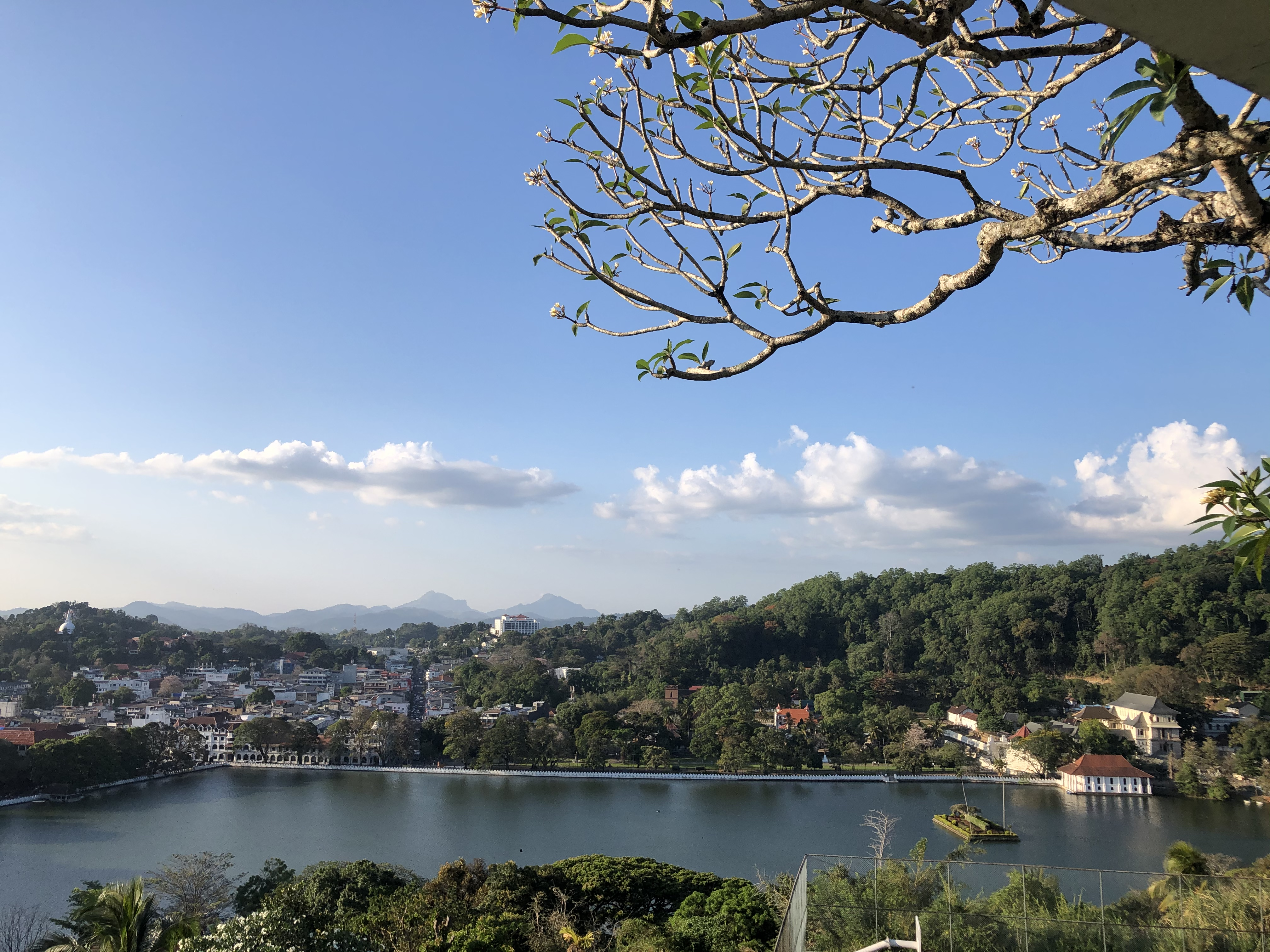
Kandy (capitale de la province)

## Histoire
Bien qu'il y ait eu trois invasions européennes successives, la province du Centre a maintenu son indépendance jusqu'au XIXe siècle quand les Britanniques ont conquis Kandy. Ils ont alors mis en place un système de chef coloniaux mudaliyars en 1824.
- Sir Christofel de-Silva (1824–1842)
- Don William Gunawardene De-Saram III (1842–1856)
- Sir Hendrick Ekanayake (1856–1860)
- Sir Alexander-James Divakara Mohotti (1860–1888)
- Don Agaris Divakara Mohotti (1888–1924)

Ce système a été aboli en 1924, et cette position a été transférée au Gouverneur général nouvellement élu de la province du Centre.

## Géographie
La province a une superficie de 5 674 km2 et possède le site naturel enregistré au patrimoine mondial de l'UNESCO, les Hauts plateaux du centre de Sri Lanka, qui regroupe la forêt de conservation des Knuckles, le Pic d'Adam, et le Parc national de Horton Plains

## Division administratives

### Districts
La province du Centre est divisé en 3 districts :
- Kandy (capitale : Kandy), au centre,
- Matale (capitale : Matale), au nord,
- Nuwara Eliya (capitale : Nuwara Eliya), au sud.

### Villes principales
- Kandy
- Dambulla
- Matale
- Nuwara Eliya
- Gampola
- Hatton
- Sigiriya
- Polgolla